# Laxmi Agarwal

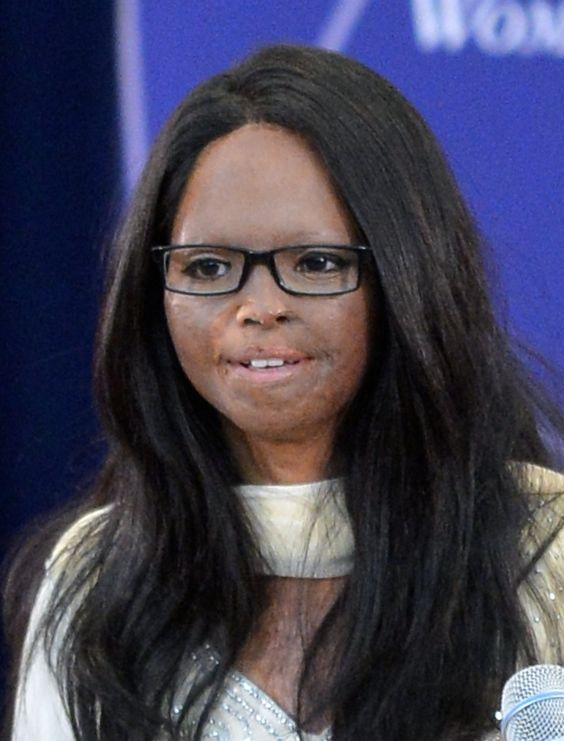
Laxmi Agarwal bei der Verleihung des International Women of Courage Award 2014

Laxmi Agarwal (* 1. Juni 1990 in Neu-Delhi, Indien) ist ein bekanntes Opfer eines Säureattentats durch einen abgewiesenen Stalker. Durch ihr Engagement in der Nichtregierungsorganisation Stop Acid Attacks wurden Gesetzesänderungen in Indien initiiert. Laxmi ermutigt andere Säureopfer, ein Leben in der Öffentlichkeit zu führen.

## Säureattentat
Naeem Khan, der 32-jährige Bruder eines Freundes, machte der nicht halb so alten Laxmi einen Heiratsantrag. Sie wies ihn jedoch ab, woraufhin er gewalttätig reagierte und sie zehn Monate lang stalkte. Im Jahr 2005 begegnete Laxmi in Süd-Delhi Naeem Khan, der mit einer Begleiterin unterwegs war. Diese stieß die 16-jährige Laxmi zu Boden, und Naeem Khan übergoss ihr Gesicht mit Säure. Ein Taxifahrer kam Laxmi zu Hilfe, goss Wasser auf ihr Gesicht und brachte sie in das nahe gelegene Safdarjang-Krankenhaus.
Nach dem Attentat verbrachte sie zehn Wochen im Krankenhaus. Im Laufe der Jahre waren neun Operationen notwendig, um die Folgen des Attentats auf Gesicht und Körper zu behandeln. Nach der letzten Operation musste Laxmi vier Tage lang künstlich beatmet werden. Die Kosten in Höhe von rund 26.000 Euro mussten von ihrer Familie und Freunden getragen werden.
Der Attentäter wurde im Jahr 2009 zu zehn Jahren Gefängnis verurteilt.

## Lobbyarbeit
Laxmi entschloss sich, als Säureopfer in die Öffentlichkeit zu treten, und begann für die gemeinnützige Organisation Stop Acid Attacks (auf Deutsch: Stoppt Säureattacken) zu arbeiten.
Durch ihr Engagement gelang es, eine Gesetzesänderung in Indien zu bewirken. 2013 reichte sie eine Liste mit 27.000 Unterschriften ein, die sich gegen den ungehinderten Erwerb von Säure richtete. Diese Möglichkeit des Verkaufes wurde in Indien daraufhin gesetzlich untersagt. Zudem wurde gesetzlich geregelt, dass die gesamten Gesundheitsbehandlungen von Säureopfern von der Regierung getragen werden. Die Umsetzung des Gesetzes in der Realität ist jedoch nach Ansicht Laxmis nach wie vor schwierig.
Im Frühjahr 2014 wurde Laxmi der International Women of Courage Award der US-amerikanischen Regierung verliehen. Nach ihrer Rückkehr von der Preisverleihung wurde ihr eine wöchentliche Talkshow für Überlebende von Säureattentaten auf dem Fernsehsender News Express angeboten.
Im Januar 2016 erhielt Laxmi einen Modelvertrag. Der Direktor der Modefirma Viva N Diva, Manan Shah, hatte über Laxmi in der Zeitung erfahren, wollte durch eine Werbekampagne ein Zeichen setzen und ihr die Gelegenheit geben, Geld zu verdienen. Die Kampagne lief unter dem Namen „Face of Courage“ („Gesicht des Mutes“). Im Vorfeld der London Fashion Week 2016 lief Laxmi im Rahmen der British Asian Trust Charity Fashion Show als Model auf dem Laufsteg.
Mithilfe der gemeinnützigen Organisation wurden mehrere Sheroes Cafés (ein englisches Wortspiel aus heroes = Helden und she = sie) in Agra, Lucknow und Udaipur eröffnet, in denen Überlebende von Säureattentaten Arbeit finden. Nachdem Prinz William und seine Frau Kate eine Einladung erhalten hatten, während ihres Aufenthaltes in Agra am 16. April 2016 das Cafe Sheroes Hangout zu besuchen, wurde Laxmi auf eine Bitte von Prinz William hin im Vorfeld der Reise in die British High Commission eingeladen, um die hochrangigen Gäste bei einem persönlichen Treffen über das Schicksal von Säureopfern und die Arbeit des Cafés zu informieren.
Basierend auf ihre Erfahrungen entstand der sozialkritische Bollywood-Kinofilm Chhapaak.

## Privatleben
Bei ihrer Arbeit für Stop Acid Attacks lernte Laxmi deren Gründer Alok Dixit kennen, und sie wurden ein Paar.
Im Jahr 2014 verstarb Laxmis Bruder an Tuberkulose. Im selben Jahr starb auch ihr Vater, der sie in ihrer Arbeit stark unterstützt hatte, mit 45 Jahren an einem Herzinfarkt.
Am 25. März 2015 brachte Laxmi ihre Tochter Pihu auf die Welt. Nach dem Attentat hörte Laxmi auf, ihren Nachnamen zu verwenden; auch auf der Geburtsurkunde ihrer Tochter ist kein Nachname angegeben.